# Дрения
Дре́ния (греч. Δρένια), также Гайдуронисия (Γαϊδουρονήσια — «Ослиные острова») — группа небольших необитаемых островов в Греции, в северной части залива Айон-Орос (Сингитикос) Эгейского моря, у полуострова Айон-Орос, между островом Амолиани на западе и городом Уранополис на полуострове Халкидики. Крупнейшие — Фити (Φύτη ή Φέτη ή «Διαπόρτι»), Пена (Πέννα ή «Τηγάνι» ή «Σπαρμένο»), на котором в прошлом здесь выращивали пшеницу, а теперь пасут коз, Артемис (Άρτεμις ή Ελιά), на котором во множестве растут оливковые деревья, и Фрини (Φρύνη ή «Ποντικονήσι» — «Мышиный остров»), ближайший к Уранополису остров с маяком. У острова Артемис два островка — Паламари (Παλαμάρι) и Нихта (νησίδα της Νύχτας — «остров Ночи»). Административно относятся к сообществу Амолиани в общине Аристотелис в периферийной единице Халкидики в периферии Центральная Македония.
Острова являются популярным у туристов местом летнего отдыха, особенно оборудованный пляж на острове Артемис.